# 復讐の掟 ROGUE COP
『復讐の掟 ROGUE COP』（とむらいのおきて）は、1992年8月14日に東映Vシネマレーベルから発売された日本のビデオ映画。
ウィリアム・P・マッギヴァーンが1954年に発表した長編小説『悪徳警官』（原題：『ROGUE COP』）の映画化作品。夫の松田優作死後、女優業から遠ざかっていた松田美由紀の本格復帰作品となった。

## ストーリー
神奈川県警第7署重要犯罪課の柏木昌雄警部は、勤務中も署内で同僚たちと賭博に興じ、裏社会とも深い気脈を通じる悪徳警官。その弟・栄二もまた警察官であるが、同じ警官であった亡き父の背を追い、正義と理想に燃える法の番人として、兄とは対照的な道を歩んでいた。
折しも横浜は激化の一途を辿る暴力団抗争の渦中にあり、街中では無差別テロまがいの爆破や銃撃事件が頻発、一般市民にも負傷者が出る事態となっていた。そんなある日、非番の栄二は偶然にも銃器の取引現場を目撃し、大手食品会社社長の寺西を現行犯逮捕する。思わぬ大物の検挙で県警上層部は浮き足立つが、翌日、昌雄は"友人"の一人である暴力団幹部・本堂から、寺西を一刻も早く釈放するよう要求される。事件の背後には、フィクサーとして名高い赤塚が控えていた。昌雄は栄二の婚約者であるジャズ歌手・前田佳菜を半ば脅迫に近い形で抱き込み、栄二に逮捕時の証言を撤回した上で警官を辞職するよう説得を図る。赤塚の非道なやり口を知る昌雄にとっては弟の身を案ずるが故の行動であったが、そんな兄の思いも知らぬ栄二は激しく反発する。
やがて、栄二と佳菜を標的にした赤塚の陰湿な揺さぶりが始まった。赤塚との直接交渉に臨んだ昌雄は駆け引きの末、2日のうちに必ず栄二を説得することを条件に、赤塚と"友人"の契りを交わす。だがその夜、本堂の情婦・リサを保護した昌雄は、彼女の口から栄二が何者かによって殺害されたことを知る。赤塚が一方的に契約を破ったのだ。栄二の証言が封じられたことで寺西は釈放され、赤塚はさらに組織の秘密を知るリサをも殺害。昌雄は間宮ら重犯課メンバーたちの協力の声にも背を向け、復讐心に駈られるまま単独捜査を開始。昌雄からリサの死を知らされた本堂はショックのあまり逆上し、赤塚が横浜港に停泊中の貨物船から大量のコカイン水揚げを計画している事実を暴露した。
水揚げの当夜、昌雄は貨物船を急襲。水面下で網を張っていた間宮たちの援護も得て、壮絶な銃撃戦の末に赤塚一味と寺西を葬り去った。昌雄は栄二やリサの犠牲を悼みつつ、自らの生き樣を深く見つめ直すのだった。

## キャスト
- 柏木昌雄 - 根津甚八
- 柏木栄二 - 阿部寛
- リサ - 村上里佳子
- 間宮刑事 - 鹿内孝
- （重犯課主任） - ベンガル
- 深尾 - 苅谷俊介
- 寺西 - 大林丈史
- 本堂 - 渡辺哲
- 山口 - 菅田俊
- （重犯課刑事） - 江角英明
- 杉谷刑事 - 山西道広
- 高橋刑事 - 井上博一
- （重犯課刑事） - 須藤正裕
- 柴山 - 高岡良平
- （第7署署長） - 市山登
- （赤塚配下） - 松田勝
- （重犯課事務官） - 伊藤洋三郎
- （昌雄・栄二のおば） - 沢たまき
- 前田佳菜 - 松田美由紀
- 赤塚 - 峰岸徹

## スタッフ
- 監督 - 村川透
- 企画 - 黒澤満
- プロデューサー - 伊藤亮爾、服部紹男
- 原作 - W・P・マッギヴァーン（『悪徳警官』より）
- 脚本 - 佐治乾
- 撮影 - 内田清美
- 照明 - 井上幸男
- 美術 - 小林正義
- 録音 - 熊谷良兵衛
- 編集 - 田中修
- 助監督 - 辻井孝夫、隅田靖、武正晴、久保田雅美
- キャスティング - 飯塚滋
- 記録 - 椎塚二三
- 製作担当 - 望月政雄
- 音楽 - 大野雄二
- 音楽監督 - 鈴木清司
- 音楽プロデューサー - 高桑忠男（東映音楽出版）
- 挿入歌 - 「THE VERY THOUGHT OF YOU」「THE NEARNESS OF YOU」
  - 唄 - 小笠原千秋
- 音響効果 - 原尚、真道正樹（原田サウンド）
- 擬斗 - 中瀬博文（グループ十二騎会）
- カースタント - TA・KA
- ガンアドバイザー - BIG SHOT
- 衣裳コーディネイト - アレン・M・工藤
- 協力 - 東映東京撮影所、東映美術センター、東映化学
- 製作協力 - セントラル・アーツ
- 製作 - 東映ビデオ